# Сестри Осояну
Сестри Осояну (рум. Surorile Osoianu, Суроріле Осояну) — молдовський етно-фольклорний сімейний ансамбль. Заснований Андрієм Тамазликару у Кишиневі у 1980 році, як частина відомого в Молдові колективу — ансамблю «Теленкуца».
До складу ансамблю увійшло п'ять сестер: Іляна, Джулія, Валентина, Ромела та Марія. Сестри закінчили музичну школу у місті Фалешти. Вищу освіту отримали в Педагогічному університеті у м. Бельці, Молдовському державному університеті, Академії музики.
До репертуару сестер Осояну входять дитячий фольклор, Великодні, святкові, рекрутські та ліричні пісни, колядки, дойни, пісні пастухів та інші. Сестри Осояну записали два компакт-диски у складі групи «Теленкуца» - «Ici în vale la izvoare» («Тут, в долині біля джерела»), «Vă cîntam de voie bună» («Співаємо для вас від душі»).
Колектив співпрацює з багатьма відомими колективами Молдови. Зокрема, однією з найвідоміших стала співпраця із Zdob și Zdub у 2003 році, де записано пісню «DJ Vasile şi Mioriţa» .
Сестри Осояну гастролюють по різних країнах, зокрема країнах Балтії, Румунії, Росії, Україні, Іспанії, Франції, Фінляндії, Німеччині, Болгарії.
Лауреати Молодіжної премії Республіки Молдова (1997).
Взяли участь у молдовському національному відборі Євробачення 2017, де разом з гуртом Ethno Republic представили пісню «Discover Moldova».  Успішно виступили у півфіналі та набрали однакову кількість балів з переможцями, але за умовами голосування посіли друге місце.